# Camera di commercio, industria, artigianato e agricoltura della Repubblica di San Marino
La Camera di commercio, industria, artigianato e agricoltura della Repubblica di San Marino o più semplicemente Camera di commercio della Repubblica di San Marino è l'unica camera di commercio della Repubblica di San Marino  ed è stata istituita con la legge n.71 del 26 maggio 2004 è una società per azioni in parte a capitale pubblico e in parte privato. Svolge come le camere di commercio in Italia funzioni di supporto e di promozione degli interessi generali per il sistema delle imprese.     
Ecco i suoi compiti nello specifico:
- acquisire in esenzione di bollo e diritti di segreteria, anche per via telematica, presso il Tribunale copie dei bilanci societari, al fine di fare studi, ricerche e pubblicazioni sull'andamento dell'economia sammarinese; Secondo la legge n.71 del 26 maggio 2004 i suoi compiti specifici sono:
- acquisire dagli operatori economici, dati patrimoniali, economici e statistici (nel rispetto della legge 23 maggio 1995 n.70) al fine di realizzare studi, ricerche e pubblicazioni sull'andamento dell'economia sammarinese;
- rilasciare i certificati di origine;
- svolgere le funzioni di certificatore delle chiavi pubbliche di cifratura che saranno previste da apposite normative sulla formazione, l'archiviazione e la trasmissione di documenti con strumenti informatici e telematici;
- stipulare accordi con altri certificatori anche per il reciproco riconoscimento dei certificati emessi;
- svolgere funzioni di ufficio metrico;
- rappresentare San Marino nelle attività di normazione tecnica internazionale per promuovere l'armonizzazione delle norme ed agevolare gli scambi di prodotti e servizi;
- svolgere in via esclusiva funzione di ente di accreditamento degli organismi di certificazione;
- svolgere funzione di punto vendita di norme degli enti normatori internazionali;
- gestire la borsa merci, e predisporre strumenti di informazione ed elementi di analisi e studio degli andamenti delle quotazioni;
- svolgere le funzioni di osservatorio dei prezzi con funzioni di analisi e studio degli andamenti delle quotazioni;
- tenere il registro unico delle imprese abilitate a partecipare agli appalti pubblici quale riferimento preliminare per i singoli enti appaltanti di cui all'articolo 8 della Legge 29 novembre 1999 n.121;
- svolgere funzione di certificazione di conformità e dei requisiti tecnico professionali.

Ha sede Strada di Paderna, 2 a Fiorina di Domagnano, il presidente è Simona Michelotti. 